# Лісове (Топорівський старостинський округ)
Лі́сове — село в Україні, у Золочівському районі Львівської області. Населення становить 226 осіб. Колишній орган місцевого самоврядування - Топорівська сільська рада.